# ファミリア (D-51の曲)
「ファミリア」は、D-51の14作目のシングル。2010年5月26日に発売。

## 解説
- 前作から7ヶ月ぶりのシングル。
- テレビ東京系アニメ「家庭教師ヒットマンREBORN!」の16thエンディングテーマ。

## 収録曲
1. ファミリア [3:54]
（作詞：吉田安英、作曲：吉田安英・上里優、編曲：VNO・生田真心）
2. Walkin'On [3:41]
（作詞：吉田安英、作曲：吉田安英・上里優、編曲：生田真心）
3. ファミリア（Instrumental）